# Sant'Antonio (scoglio)
Sant'Antonio (in croato Sveti Anton) è uno scoglio disabitato della Croazia situato lungo la costa dalmata.
Amministrativamente appartiene al comune di Novi, nella regione litoraneo-montana.

## Geografia
Sant'Antonio si trova nella parte orientale del canale di Maltempo (Vinodolski kanal), poco a sud dell'insediamento di Clenovizza (Klenovica). Nel punto più ravvicinato, dista dalla terraferma 110 m.
Sant'Antonio è uno scoglio ovale, ora collegato alla terraferma da un frangiflutti con strada rialzata costruita dalla gente del luogo, che misura 170 m di lunghezza e 85 m di larghezza massima. Nella parte sudoccidentale c'è un faro che dà sul canale di Maltempo, mentre a nord si può vedere una struttura per la pesca al tonno.

### Cartografia
- (HR) Mappa topografica della Croazia 1:25000, su preglednik.arkod.hr.